# Ignacio Velázquez
Ignacio Nicolás Velázquez Quintana (Montevideo, 31 ottobre 2002) è un calciatore uruguaiano, difensore del Cooper.

## Caratteristiche tecniche
È un terzino sinistro.

## Carriera

### Club
Velázquez è cresciuto nel settore giovanile del Nacional, con cui ha debuttato in prima squadra il 31 gennaio 2021 nell'incontro di Primera División vinto 2-1 contro i Montevideo Wanderers.
Rimasto svincolato, nel 2022 si è accordato con il Cerro in Segunda División. Dopo due stagioni fra le file del club biancoazzurro ha fatto ritorno in Primera División firmando con il Fénix.

### Nazionale
Ha giocato nella nazionale uruguaiana Under-17.

## Statistiche

### Presenze e reti nei club
Statistiche aggiornate al 19 maggio 2024.
| Stagione        | Squadra         | Campionato      | Campionato | Campionato | Coppe nazionali | Coppe nazionali | Coppe nazionali | Coppe continentali | Coppe continentali | Coppe continentali | Altre coppe | Altre coppe | Altre coppe | Totale | Totale | Totale |
| Stagione        | Squadra         | Comp            | Pres       | Reti       | Comp            | Pres            | Reti            | Comp               | Pres               | Reti               | Comp        | Pres        | Reti        | Pres   | Reti   |        |
| --------------- | --------------- | --------------- | ---------- | ---------- | --------------- | --------------- | --------------- | ------------------ | ------------------ | ------------------ | ----------- | ----------- | ----------- | ------ | ------ | ------ |
| 2020            | Nacional        | PD              | 2          | 0          |                 | -               | -               |                    | -                  | -                  |             | -           | -           | 2      | 0      |        |
| 2021            | Cerro           | SD              | 13         | 0          |                 | -               | -               |                    | -                  | -                  |             | -           | -           | 13     | 0      |        |
| 2022            | Cerro           | SD              | 10         | 0          | CU              | 0               | 0               |                    | -                  | -                  |             | -           | -           | 10     | 0      |        |
| 2023            | Fénix           | PD              | 8          | 0          | CU              | 0               | 0               |                    | -                  | -                  |             | -           | -           | 8      | 0      |        |
| 2024            | Fénix           | PD              | 0          | 0          | CU              | 0               | 0               |                    | -                  | -                  |             | -           | -           | 0      | 0      |        |
| Totale carriera | Totale carriera | Totale carriera | 33         | 0          |                 | 0               | 0               |                    | -                  | -                  |             | -           | -           | 33     | 0      |        |

## Palmarès

### Club

#### Competizioni nazionali
- Campionato uruguaiano: 1

Nacional: 2020